# Les Belleville
Les Belleville es una comuna nueva francesa situada en el departamento de Saboya, en la región de Auvernia-Ródano-Alpes.
Fue creada el 1 de enero de 2016, en aplicación de una resolución del prefecto de Saboya de 5 de noviembre de 2015, con la unión de las comunas de Saint-Martin-de-Belleville y Villarlurin, pasando a estar el ayuntamiento en la antigua comuna de Saint-Martin-de-Belleville.
El 1 de enero de 2019 se incorporó la comuna de Saint-Jean-de-Belleville, que también pasó a ser comuna delegada.